# Watford (métro de Londres)
Pour les articles homonymes, voir Watford (homonymie).
Watford est une station de la Metropolitan line, du métro de Londres, en zone 7 hors de la limite du Grand Londres. Elle est située à Watford dans le Comté de Hertfordshire.
Elle est plus éloignée du centre-ville que la gare de Watford Junction.

## Situation sur le réseau

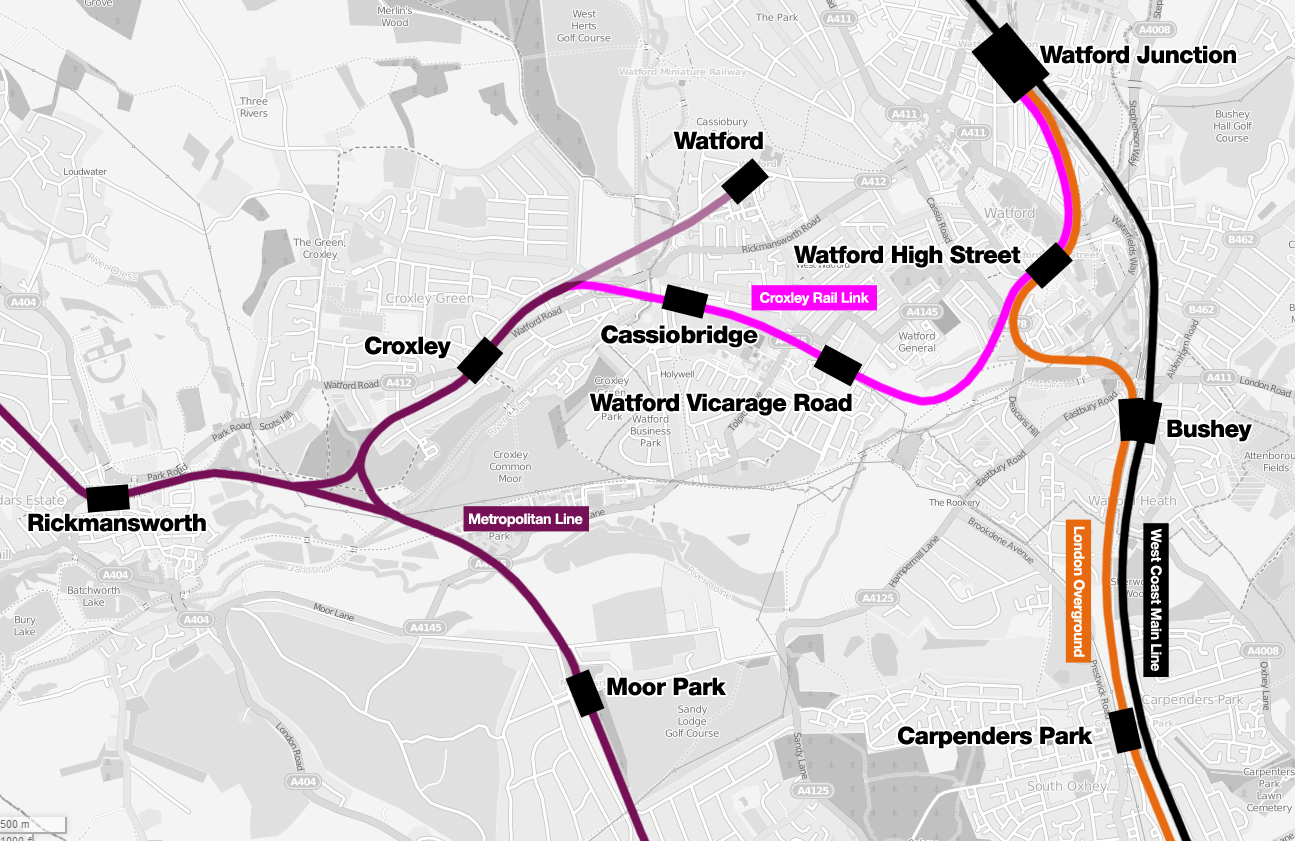
Situation de la station.

Terminus de la branche Watford de la Metropolitan line.

## Histoire
La station est mise en service en 1925.

## À proximité
- Watford